# DSオートモビルズ・DS3クロスバック
DS3クロスバック（DS 3 Crossback）は、フランスの自動車メーカー、DSオートモビルズが生産・販売する小型（Bセグメント）クロスオーバーSUV型の乗用車である。
2023年5月のマイナーチェンジで「クロスバック」の名が外れ、DS3に車名が変更された。

## 概要
2018年10月2日、フランスで開幕したパリモーターショーにて初公開。Bセグメントに属する小型クロスオーバーSUVで、欧州向けのボディサイズは全長4,118mm、全幅1,791mm、全高1,534mm、ホイールベース2,558mmである。プラットフォームにはのちに2代目プジョー・208などにも用いられる「EMP1」プラットフォームを使用している。
エクステリアでは、フロントマスクにDS 7クロスバックと共通イメージのデザインを採用。側面には抑揚のあるサイドパネルやフェンダーラインなどで彫刻的な造形を表現した。ヘッドライトには「DSマトリクスLEDビジョン」を採用。フロントガラスのカメラで検出された運転条件に基づき、オンとオフを切り替える。インテリアには、インストゥルメントパネルにひし形を5つ組み合わせたデザインを、センターコンソールのスイッチにクル・ド・パリ（ギョシェ彫り）を用い、DSならではの個性を主張する。
欧州向けのパワートレインは、ガソリンエンジンとディーゼルエンジンを設定。ガソリンエンジン「PureTech」は、それぞれ最高出力100hp、130hp、155hpの3種類が、1.5L直列4気筒ディーゼル「BlueHDi」は、最高出力100hpと130hpの2種類がラインナップされる。欧州向けのトランスミッションは8速AT「EAT8」のほか、6速MTが組み合わされる。
先進運転支援システム（ADAS）では、「DSコネクテッドパイロット」を搭載。0-180km/hで作動し前走車との車間距離と、レーン内の位置をキープする。

### DS 3 クロスバック E-TENSE
| DS3クロスバック E-TENSE |  | DS3クロスバック E-TENSE |
| DS3クロスバック E-TENSE |  |                         |

DS3クロスバックのEV版は「DS 3 クロスバック E-TENSE」と呼ばれる。最高出力136PS、最大トルク260N·mを発生するモーターを搭載し、フロア下には蓄電容量50kWhのリチウムイオンバッテリーを収める。0-100km/h加速は8.7秒で、1回の充電での航続距離はWLTPモードで320kmである。ドライブモードは航続距離の最大化を図る「エコ」と「ノーマル」、パワーとトルクを最大化する「スポーツ」の3種類があり、これらのモードとは別に、「ノーマル」と「ブレーキ」の2つのエネルギー回生システムを実装した。

### 日本での販売
2019年4月15日、「DS 3クロスバック」の日本導入記念車「ラ・プルミエール」のオンライン予約を開始した。60台限定で、「ノアールペルラネラ」「グリプラチナム」「ブランパールナクレ」のボディカラーに、「ダイヤモンドレッド」のルーフカラーを組み合わせた。
2019年6月26日、日本への導入を発表し、同日販売開始。導入されるのは「Be Chic」「So Chic」「Gran Chic」の3種類。搭載されるのは1.2L直列3気筒ガソリンエンジンのみで最高出力は130ps。また、トランスミッションは8速AT「EAT8」が組み合わされる。
2019年12月10日、最上級グレード「Gran Chic」ベースのオフホワイト内装車を40台限定で発売。
2020年5月14日、最上級のインテリアパッケージ「OPERA（オペラ）インスピレーション」を設定し、販売開始。最上級グレード「Gran Chic」で選択できる。
2020年6月24日、電気自動車「DS 3クロスバック E-TENSE」の日本導入を発表。同年7月29日に詳細を発表、同日販売を開始した。一充電あたりの航続可能距離はJC08モードで398km。満充電までの所要時間は、標準装備されるコンセント型普通充電（3kW／15A／200V）で約18時間、急速充電（CHAdeMO規格、50kWチャージャー）の場合、約50分でバッテリー容量の80％まで充電できる。
2021年1月6日、特別仕様車「パフォーマンスライン」を設定し、販売開始。搭載されるのはベース車と同じ1.2L直列3気筒ターボエンジンであるが出力を25PS、トルクを10N·m強化し、最高出力155PS/5,500rpm、最大トルク240N·m/1,750rpmを発生。このほか、ターボチャージャーやインジェクター、排気バルブ、コンロッドベアリングなどを専用パーツとした。エクステリアはフロントグリルのDSウイングをマットブラックに、リアガーニッシュがブリリアントブラックとなった。また、オニキスブラックの18インチ“MONZA”ホイールを採用した。
2021年2月3日、特別仕様車「ソーシック レザーエディション」を設定し、同日販売開始。
2023年5月23日、マイナーチェンジを実施し、「DS3」に車名が変更された。このマイナーチェンジにてE-TENSEなどが廃止され、1.5LのBlueHDiディーゼルターボのみとなった。
2023年10月31日、特別仕様車「パフォーマンスライン」を設定し、同日販売開始。1.2L直列3気筒ガソリンターボエンジンの再登板となる。